# Lophopogonius crinitus
Lophopogonius crinitus là một loài bọ cánh cứng trong họ Cerambycidae.